# 2000年シドニーオリンピックの開会式

2000年シドニーオリンピックの開会式（2000ねんシドニーオリンピックのかいかいしき、英語: 2000 Summer Olympics opening ceremony）は、2000年9月15日19時（オーストラリア東部夏時間、UTC+11)から約4時間半、 ニューサウスウェールズ州シドニーのスタジアム・オーストラリアで行われた2000年シドニーオリンピックの開会式である。

## 概要
約半世紀ぶりに南半球での開催となった今大会は、9月15日午後7時（日本時間午後5時）から開会式が行われた。開会式は予定よりも1時間以上遅れ、午後11時19分（日本時間午後9時19分）に終了した。
式典はオリンピック憲章に従って行われた。演出家のリック・バーチが総合監督に、演出家でダンサーのデービッド・アトキンスが芸術監督兼プロデューサーを務めた。

## 当日の進行

### 国歌歌唱
大画面に映し出されたカウントダウンが0になり、「OPENING SEREMONY」の文字が映し出されると、グラウンドにはスティーブ・ジェフリーズを乗せたストックホースの馬、Ammoが登場。ジェフリーズの鞭の合図で120頭のストックホースがターコイズ色の五輪旗を持った騎手を乗せて入場し、音楽に合わせ隊形を次々と変えていった。ストックホースのパフォーマンス後、グラウンドの中央にケン・ドーンが描いたシドニー・ハーバー・ブリッジの中心に「G'Day」の文字が書かれた巨大旗が掲げられた。
ジェームス・モリソン率いるビッグバンドによる演奏でウィリアム・ディーン総督、ジョン・ハワード首相、フアン・アントニオ・サマランチIOC会長らが入場。その後ジュリー・アンソニーとヒューマン・ネイチャー (英語版) がシモーネ・ヤング指揮によるシドニー交響楽団演奏のもとオーストラリア国歌を歌唱した。
国歌歌唱後、グラウンドの端で待機していたストックホースの騎手らは五輪旗をオーストラリア国旗に持ち替え、再びグラウンドを駆け抜けて退場した。
なお、シドニー交響楽団が伴奏した国歌などが実際は演奏しておらず、メルボルン交響楽団による録音テープなどを流していたことが2008年8月26日までに明らかになった。

### パフォーマンス
当時13歳のニッキー・ウェブスター主演によるオーストラリアの歴史の一大絵巻を描いたエンターテイメントショーが展開された。

#### Deep Sea Dreaming（深海の夢）
グレートバリアリーフを賛辞した章である。
砂浜を模したグラウンドの中央で、主人公である1人の少女（演:ニッキー・ウェブスター）が日光浴を行ううちに眠りに落ちる。海や海洋生物を表現した数多くのパフォーマーが彼女の周りに現れると、彼女は空中に吊るされ、大海を泳いでいるかのように表現した。また、ウェットスーツを着た水泳選手も同様に吊るされて登場し、大画面にはジョセフ・ローレンスコーチの表情も映った。

#### Awakening（目覚め）
6万年前と言われる先住民のアボリジニとトレス海峡諸島民の文化を賛辞した章である。
中央に長老が現れ少女が導かれると、先住民族らによって他の人々を先住民の地へ歓迎する儀式が行われた。この章ではオーストラリア各地の数多くの先住民族が登場した。終盤にはワンジナの精霊を模した32メートルの布が現れ、沢山の先住民が崇めた。

#### Fire（炎）
オーストラリアの森林火災を表現した。
突如として会場が暗転し、グラウンドの端にたいまつを持った沢山のパフォーマーが現れた。ワンジナの精霊が雷を呼んだかのごとく客席上方に火花が起こると、グラウンド中央に一発の噴出花火が打ち上げられた。それを合図にたいまつを持ったパフォーマーがそれぞれ火吹きを行いながらゆっくりとグラウンドの反対側へ移動し、炎が激しく燃え広がる様子を表現した。十分に燃え広がった後、徐々にたいまつを消火して退場した。たいまつを口に入れて消火するパフォーマーもいた。

#### Nature（自然）

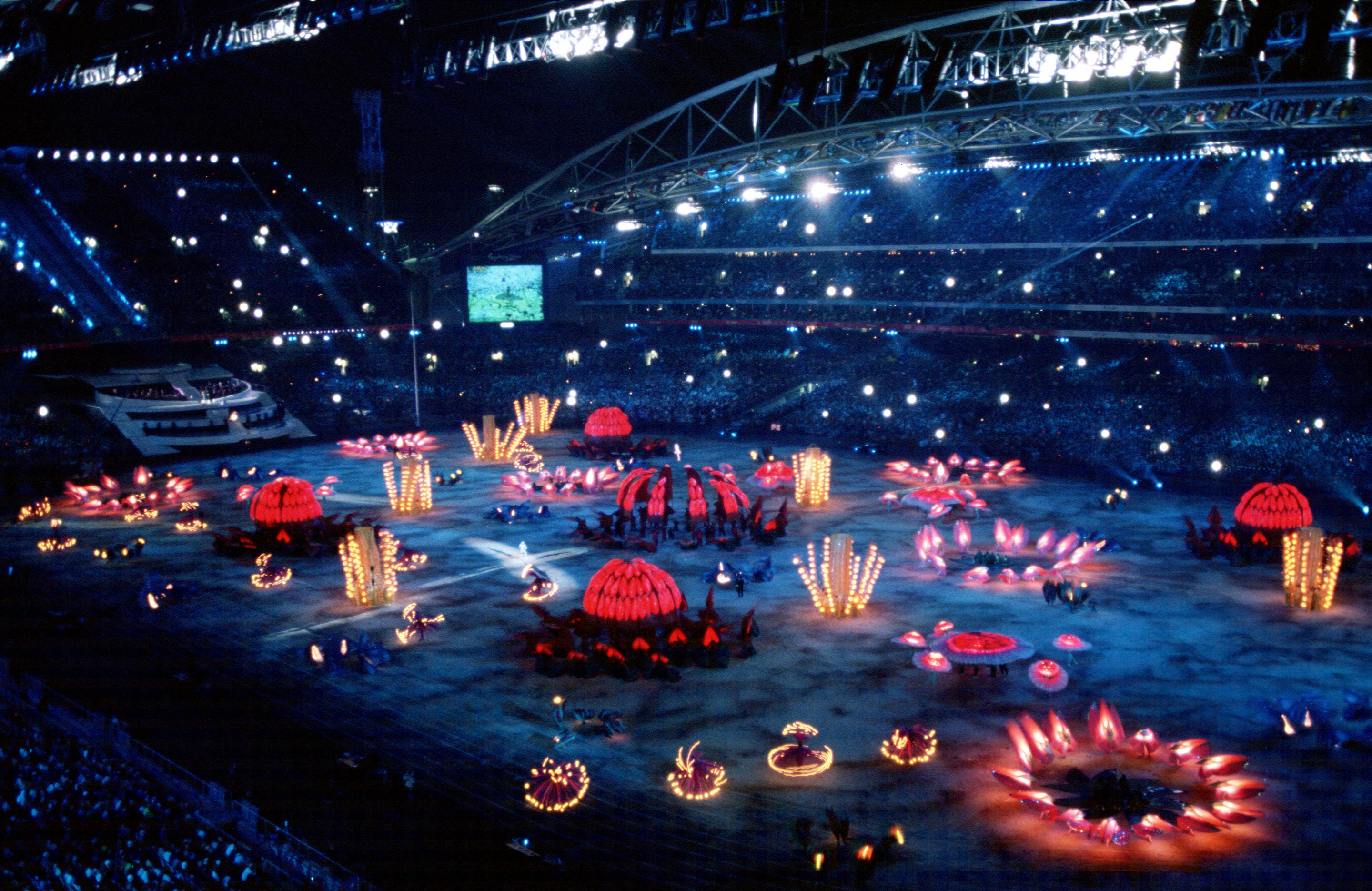
Natureの1シーン

森林火災後、一面の焼け野原には徐々に新たな植物が芽吹き、水たまりが生まれる様子が表現された。そして、
アカシアの一種ゴールデン・ワトル（オーストラリアの国花）、ワラタ（ニューサウスウェールズ州の州花）、スターツ・デザート・ピー（オーストラリア固有の豆）、睡蓮、ユーカリなど、様々な植物のコスチュームを着たパフォーマーがグラウンド一杯に現れ動き回った。アボリジニの壁画風に描かれた動物の絵も7枚登場。終盤では再度植物たちが駆け回って新たな生命が台地一面に繁茂するまでを描き、パフォーマーは退場した。

#### Tin Symphony（ブリキ交響曲）
オーストラリアにおけるヨーロッパ人の入植と、オーストラリアの発展について紹介した。
冒頭では、エンデバー号（を模した自転車）に乗ってオーストラリア東部沿岸を探検するキャプテン・クック、自然主義者のジョゼフ・バンクスと船員が、オーストラリアに到着する場面から始まる。船に積まれた小さな檻にはウサギが入れられている。クックがエンデバー号から花火を打ち上げ、開拓の始まりを示した。
多数のパフォーマーが、ブッシュレンジャーであるネッド・ケリーを模した衣装で、トタンや天水桶などアウトバックを象徴する道具を持ってグラウンドに現れた。そして、機械的な馬に似せた巨大な乗り物が現れ、やがて風車に変化した。木こりや鞭打ちのような道具でパフォーマンスを行う人もいた。また、歯車を模した傘を持ち、トタンの上でアイリッシュ・ダンスを行う人もいた。パフォーマーが中心に入り転がる巨大車輪も登場し、オーストラリアの産業の発展を象徴した。
曲が変わると、場内中央にスポットライトが当たり、そこではオーストラリアの農村の光景が紹介された。グラウンド中央にトタンで小屋が建てられ、家畜である羊が入っていると思わせる段ボール箱が大量に運び出された。しかし、中から登場したのは芝刈り機を持った農民で、芝刈りを行いながらグラウンドに五輪旗の人文字を作った。最後に再度巨大な機械の馬が現れ、少女がリンゴを与えた。

#### Arrivals（到来）
オーストラリアの多文化主義とその移民文化を紹介した。
移民による多民族国家である現在のオーストラリアを表現するため、グラウンドには世界の各大陸を象徴する山車や衣装を身にまとったパフォーマーが順番に登場した。黒い衣装のアフリカ大陸、黄色の衣装のアジア、緑色の衣装のヨーロッパ、赤色の衣装の南北アメリカ、最後にニュージーランドなど太平洋諸島を象徴する鮮やかな青色の衣装を着たパフォーマーが、曲に合わせて踊りながら入場した。全員でオーストラリアの海岸線を形作り、世界に対する歓迎の意を込めて観客に向かって腕を伸ばした。
その後、主人公の少女が中央の舞台上で『Under Southern Skyes』を手話付きで歌唱。それに合わせて5色の衣装を纏った子供たちが入場しパフォーマーに代わりオーストラリアの形を形成した。主人公の少女と子供たちによる大合唱のなか場内が暗転すると、子供たちは手持ちのランタンを高く上げながら散らばり、グラウンドに満天の星空を作った。さらに子供たちは隊形を変え、大きな5つの南十字星を形作った。

#### Eternity（永遠）

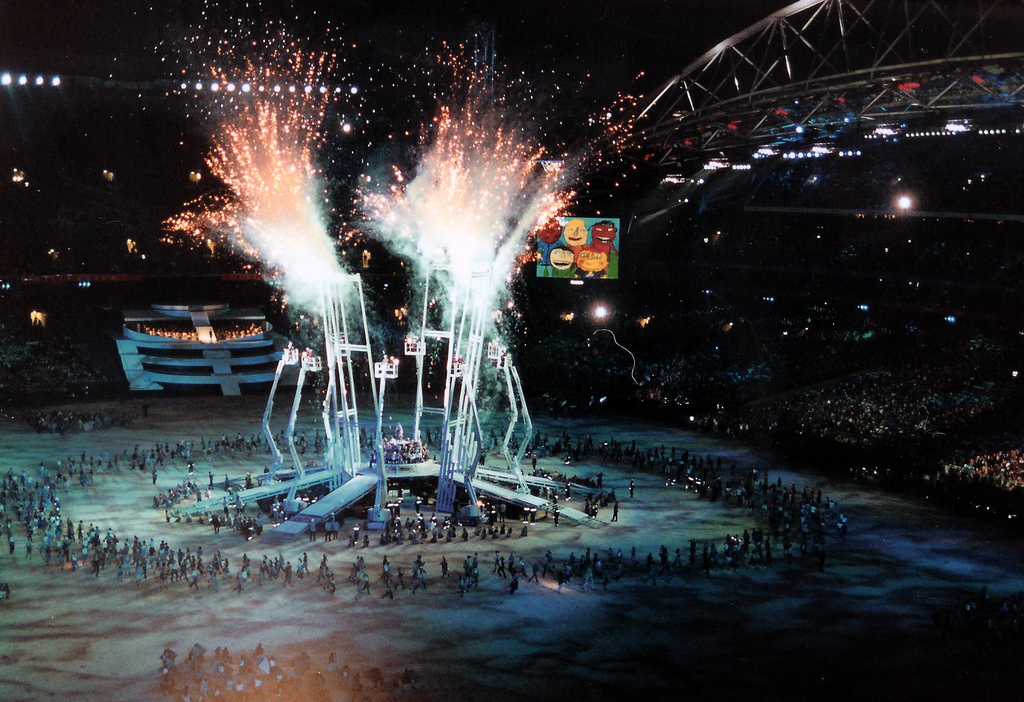
Eternityの1シーン

中央の舞台にはアダム・ガルシアのタップダンスから始まる。彼のタップダンスに合わせ、グラウンドや観客席通路から何千人ものダンサーが加わり、超大人数によるタップダンスが披露された。ダンサーは、新たなオーストラリアを形成する労働者を象徴。中央の舞台に備わっている数台のチェリーピッカークレーンが上昇。
終盤では、舞台中央で主人公の少女とアボリジニの男性が立ち、高くせりあがった場所から困惑の表情で労働者達を見渡した。これまでの章に出演した全てのパフォーマーが再び登場してダンスに加わると、シドニー・ハーバー・ブリッジの図形と、オーストラリアの元兵士アーサー・ステイスの代表的なグラフィティアート「Eternity」が書かれた仕掛け花火が打たれた。その後、ピーウィー・フェリスのリミックス音楽に乗せて徐々にパフォーマーが退場した。

### 選手団入場

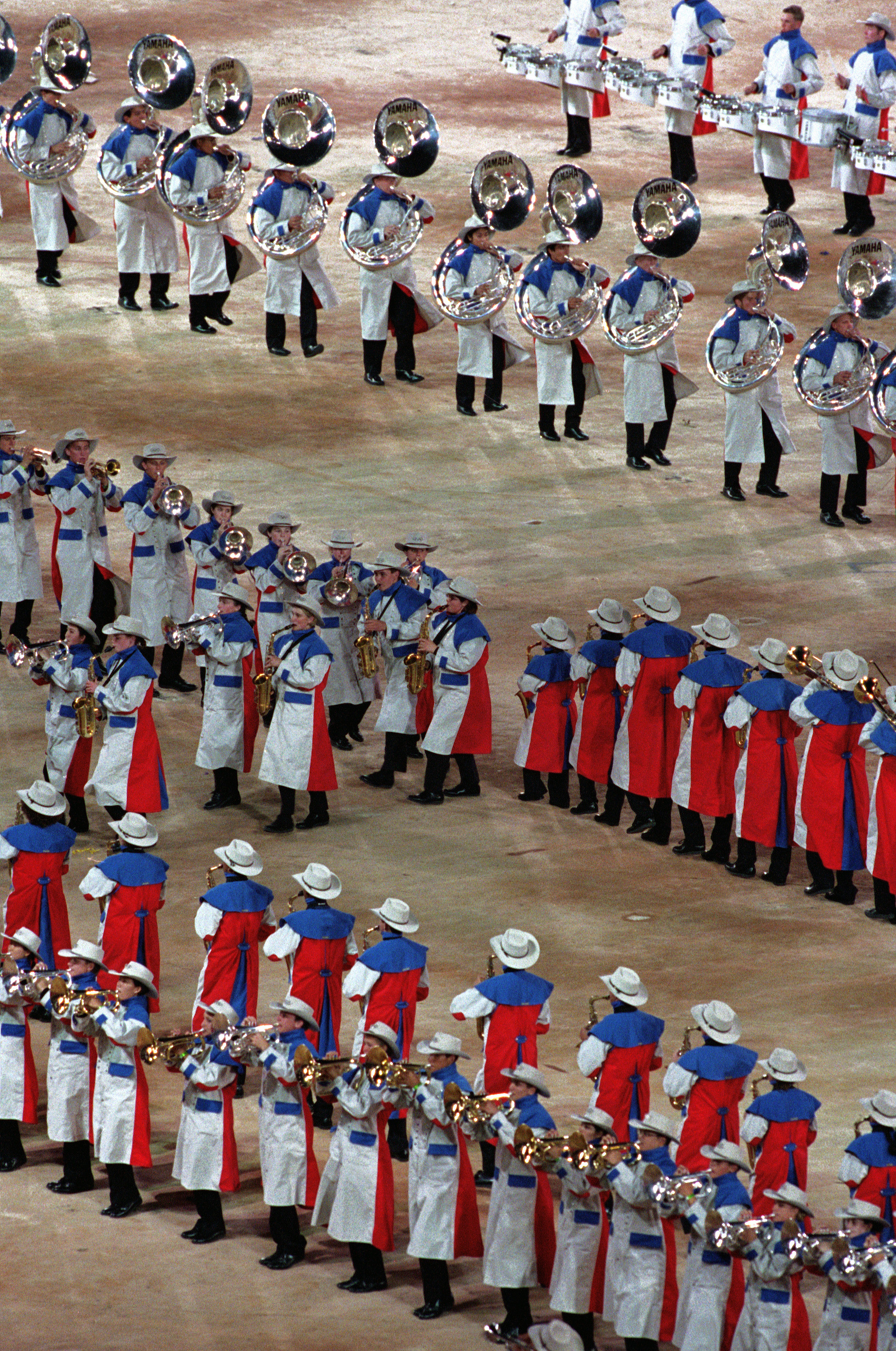
マーチングバンド

2,000人規模（うち1,000人はオーストラリアの演奏者、残る1,000人は諸外国の演奏者）によるマーチングバンドの演奏の中、選手入場が行われた。
演奏曲は、『ツァラトゥストラはこう語った』、『炎のランナー』、『交響曲第9番』、『Bugler's Dream』、『ワルチング・マチルダ』、『オリンピックファンファーレとテーマ（Olympic Fanfare and Theme）』などの他に、特に大きな28の国と地域の入場時には、その国にちなんだ曲を演奏。日本選手団の入場時は『さくらさくら』を演奏した。
慣行により、古代オリンピック発祥の地及び近代オリンピックの最初の開催国として、ギリシャの選手団が先頭を切って行進した。今大会の開催国であるオーストラリアは最後に行進した。他の国々は、慣行とIOCの指針に従い、開催国の言語である英語のアルファベット順に入場した。
日本選手団は「虹色の鮮やかなマント」を着用して登場した。なお、欧米では虹色はしばしば同性愛者をはじめとする「LGBT（性的少数者）の象徴」（詳しくは「レインボーフラッグ」を参照）として見られる。
また、2000年6月に第1回南北首脳会談を実施した韓国と北朝鮮が統一旗を掲げて合同入場行進を行ったほか、インドネシアから解放されたばかりの東ティモールの選手たちが五輪旗を掲げて最後（開催国オーストラリアの直前）に入場し、盛大な拍手を送られた。

### テーマ曲歌唱
今回の大会のために特別に書き下ろされたテーマ曲『Dare to Dream』を、ジョン・ファーナムとオリビア・ニュートン＝ジョンが歌唱した。

### 開会挨拶
シドニーオリンピック組織委員会会長のマイケル・ナイト (英語版) と、IOC会長のフアン・アントニオ・サマランチが挨拶を行った後、オーストラリア総督のウィリアム・パトリック・ディーンが開会宣言を行った。
当時19歳の歌手ヴァネッサ・アモロッシが歌唱する『Heroes Live Forever』に乗せて五輪旗が入場。8名のオーストラリアの元オリンピック選手によって運ばれ、8名のオーストラリア連邦親衛隊に引き渡されると、ギリシャ正教オーストラリア大司教区の合唱団の歌唱するオリンピック賛歌にのせて掲揚された。
続いて、オリンピック宣誓として選手宣誓を女子ホッケーオーストラリア代表のレチェル・ホークスが、審判宣誓を水球のピーター・カーが行った。

### 聖火点灯

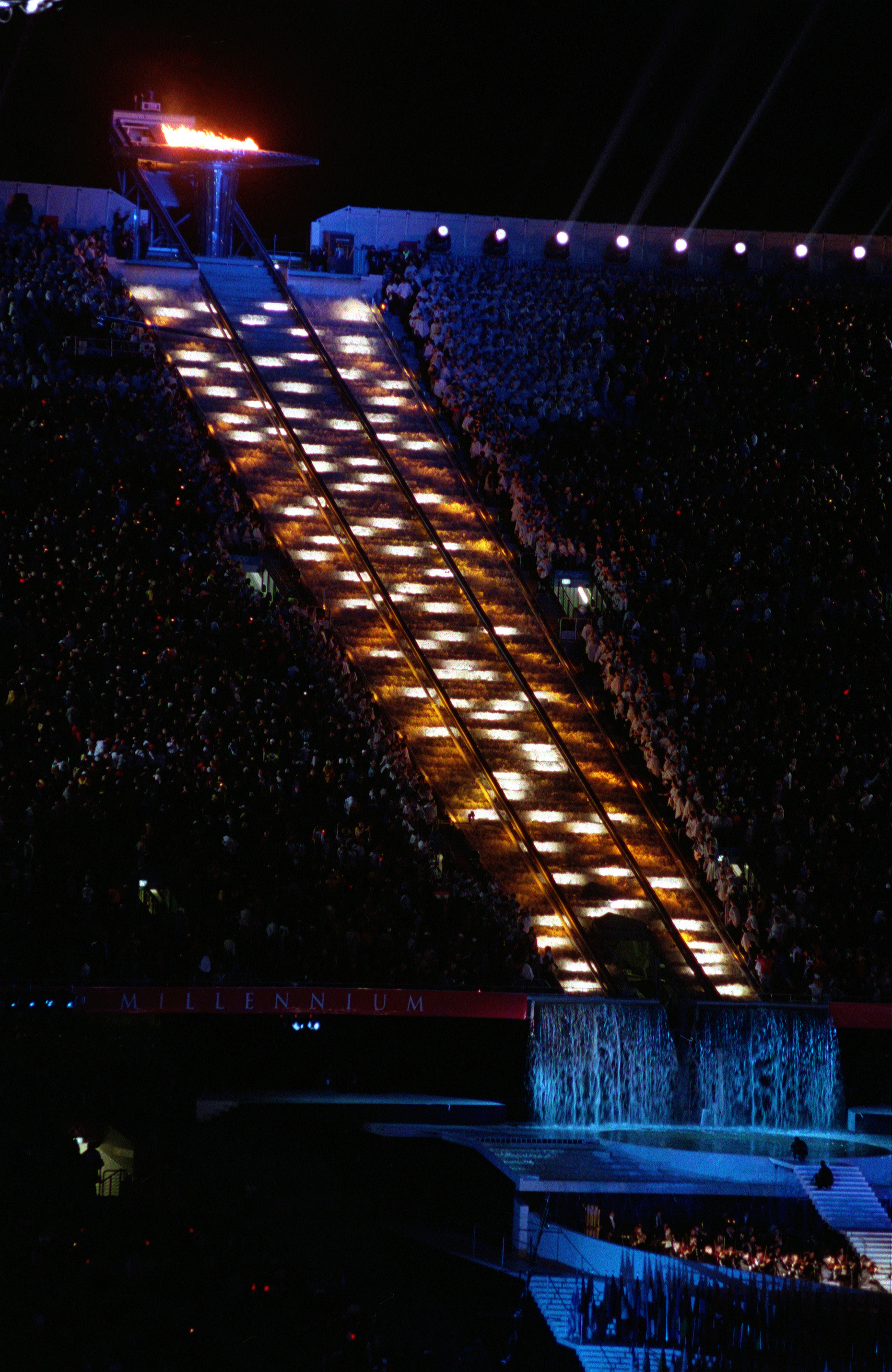
聖火点灯

2000年5月10日にギリシャのオリンピア遺跡で採火された聖火は、約10日間ギリシャ国内で聖火リレーされた後、11の島国を経由し、6月8日にユララに到着。ウルルからオーストラリアでのリレーがスタートし、約100日をかけて国内1,000以上の市や町を回った。グレートバリアリーフでは史上初めて海中で行われた。
車椅子のベティ・カスバートがレリーン・ボイルに押される形でトーチとともにスタジアムに入場すると、ドーン・フレーザー、シャーリー・ストリックランド・デ・ラ・ハンティ、シェーン・グールド、デビー・フリントフ＝キングに渡った後、最終点火者のキャシー・フリーマンに託された。階段を駆け上がったフリーマンは浅い円形プールの中央に立つと、足下に自身を取り囲むように配置された150のバーナーノズルに点火。彼女を囲んでいた火の輪は聖火台と共にスタジアム上部まで移動した。
最終点火者は秘密にされていたが、先住民アボリジニ出身のキャシー・フリーマンが最終点火者を務めたことで、民族融和を表現した。

## 選手入場順
参加国選手・役員の入場行進は、古代オリンピック発祥地ギリシャで始まり、開催国のオーストラリアが最後であった。その間の順序はアルファベット順に入場が行われた。
| 入場順 | 国名                                   | 旗手                             | 出場競技         |
| ------ | -------------------------------------- | -------------------------------- | ---------------- |
| 1      | ギリシャ (GRE)                         | ニコラオス・カクラマナキス       | セーリング       |
| 2      | アルバニア (ALB)                       | Ilirjan Suli                     | 重量挙げ         |
| 3      | アルジェリア (ALG)                     | ジャビル・サイド＝ゲルニ         | 陸上競技         |
| 4      | アメリカ領サモア (ASA)                 | リサ・ミシペカ                   | 陸上競技         |
| 5      | アンドラ (AND)                         | Antoni Bernadó                   | 陸上競技         |
| 6      | アンゴラ (ANG)                         | Nádia Cruz                       | 競泳             |
| 7      | アンティグア・バーブーダ (ANT)         | Heather Samuel                   | 陸上競技         |
| 8      | アルゼンチン (ARG)                     | Carlos Espínola                  | セーリング       |
| 9      | アルメニア (ARM)                       | Haykaz Galstyan                  | レスリング       |
| 10     | アルバ (ARU)                           | Richard Rodriguez                | 陸上競技         |
| 11     | オーストリア (AUT)                     | Wolfram Waibel Jr.               | 射撃             |
| 12     | アゼルバイジャン (AZE)                 | ナミク・アブドゥラエフ           | レスリング       |
| 13     | バハマ (BAH)                           | ポーリン・デービス＝トンプソン   | 陸上競技         |
| 14     | バーレーン (BRN)                       | Dawood Youssef                   | 競泳             |
| 15     | バングラデシュ (BAN)                   | Sabrina Sultana                  | 射撃             |
| 16     | バルバドス (BAR)                       | Andrea Blackett                  | 陸上競技         |
| 17     | ベラルーシ (BLR)                       | セルゲイ・リシュトバン           | レスリング       |
| 18     | ベルギー (BEL)                         | ウラ・ウェルブルック             | 柔道             |
| 19     | ベリーズ (BIZ)                         | Emma Wade                        | 陸上競技         |
| 20     | ベナン (BEN)                           | Laure Kuetey                     | 陸上競技         |
| 21     | バミューダ (BER)                       | Mary Jane Tumbridge              | 馬術             |
| 22     | ブータン (BHU)                         | Jubzhang Jubzhang                | アーチェリー     |
| 23     | ボリビア (BOL)                         | Marco Condori                    | 陸上競技         |
| 24     | ボスニア・ヘルツェゴビナ (BIH)         | Elvir Krehmić                    | 陸上競技         |
| 25     | ボツワナ (BOT)                         | Gilbert Khunwane                 | ボクシング       |
| 26     | ブラジル (BRA)                         | サンドラ・ピレス                 | ビーチバレー     |
| 27     | イギリス領ヴァージン諸島 (IVB)         | Keita Cline                      | 陸上競技         |
| 28     | ブルネイ (BRU)                         | Haseri Asli                      | 陸上競技         |
| 29     | ブルガリア (BUL)                       | Ivo Yanakiev                     | ボート           |
| 30     | ブルキナファソ (BUR)                   | Sarah Tondé                      | 陸上競技         |
| 31     | ブルンジ (BDI)                         | Diane Nukuri                     | 陸上競技         |
| 32     | カンボジア (CAM)                       | To Rithya                        | 陸上競技         |
| 33     | カメルーン (CMR)                       | Cécile Ngambi                    | 陸上競技         |
| 34     | カナダ (CAN)                           | Caroline Brunet                  | カヌー           |
| 35     | カーボベルデ (CPV)                     | Isménia do Frederico             | 陸上競技         |
| 36     | ケイマン諸島 (CAY)                     | カリーム・ストリート＝トンプソン | 陸上競技         |
| 37     | 中央アフリカ (CAF)                     | Mickaël Conjungo                 | 陸上競技         |
| 38     | チャド (CHA)                           | Gana Abba Kimet                  | 陸上競技         |
| 39     | チリ (CHI)                             | ニコラス・マスー                 | テニス           |
| 40     | 中国 (CHN)                             | 劉玉棟                           | バスケットボール |
| 41     | コロンビア (COL)                       | マリア・イサベル・ウルティア     | 重量挙げ         |
| 42     | コモロ (COM)                           | Shareef Mohammed                 | Official         |
| 43     | Congo (CGO)                            | Marien Michel Ngouabi            | 競泳             |
| 44     | クック諸島 (COK)                       | Turia Vogel                      | セーリング       |
| 45     | コスタリカ (CRC)                       | Karina Fernández                 | トライアスロン   |
| 46     | コートジボワール (CIV)                 | イブラヒム・メイテ               | 陸上競技         |
| 47     | クロアチア (CRO)                       | ゾラン・プリモラッツ             | 卓球             |
| 48     | キューバ (CUB)                         | フェリックス・サボン             | ボクシング       |
| 49     | キプロス (CYP)                         | Antonakis Andreou                | 射撃             |
| 50     | チェコ (CZE)                           | Martin Doktor                    | カヌー           |
| 51     | コンゴ民主共和国 (COD)                 | Mwenze Kalombo                   | 陸上競技         |
| 52     | デンマーク (DEN)                       | Jesper Bank                      | セーリング       |
| 53     | ジブチ (DJI)                           | Djama Robleh                     | 陸上競技         |
| 54     | ドミニカ国 (DMA)                       | Marcia Daniel                    | 陸上競技         |
| 55     | ドミニカ共和国 (DOM)                   | Wanda Rijo                       | 重量挙げ         |
| 56     | エクアドル (ECU)                       | Martha Tenorio                   | 陸上競技         |
| 57     | エジプト (EGY)                         | Yahia Rashwan                    | テコンドー       |
| 58     | エルサルバドル (ESA)                   | Eva Dimas                        | 重量挙げ         |
| 59     | 赤道ギニア (GEQ)                       | エリック・ムサンバニ             | 競泳             |
| 60     | エリトリア (ERI)                       | Nebiat Habtemariam               | 陸上競技         |
| 61     | エストニア (EST)                       | Tõnu Tõniste                     | セーリング       |
| 62     | エチオピア (ETH)                       | デラルツ・ツル                   | 陸上競技         |
| 63     | フィジー (FIJ)                         | Tony Philp                       | セーリング       |
| 64     | フィンランド (FIN)                     | Olli-Pekka Karjalainen           | 陸上競技         |
| 65     | 北マケドニア (MKD)                     | Lazar Popovski                   | カヌー           |
| 66     | フランス (FRA)                         | ダビド・ドゥイエ                 | 柔道             |
| 67     | ガボン (GAB)                           | Mélanie Engoang                  | 柔道             |
| 68     | ガンビア (GAM)                         | Adama Njie                       | 陸上競技         |
| 69     | ジョージア (GEO)                       | ギオルギ・アサニゼ               | 重量挙げ         |
| 70     | ドイツ (GER)                           | ビルギット・フィッシャー         | カヌー           |
| 71     | ガーナ (GHA)                           | Kennedy Osei                     | 陸上競技         |
| 72     | イギリス (GBR)                         | Matthew Pinsent                  | ボート           |
| 73     | グレナダ (GRN)                         | Hazel-Ann Regis                  | 陸上競技         |
| 74     | グアム (GUM)                           | Melissa Lynn Fejeran             | 重量挙げ         |
| 75     | グアテマラ (GUA)                       | Attila Solti                     | 射撃             |
| 76     | ギニア (GUI)                           | Joseph Loua                      | 陸上競技         |
| 77     | ギニアビサウ (GBS)                     | Talata Embalo                    | レスリング       |
| 78     | ガイアナ (GUY)                         | Aliann Pompey                    | 陸上競技         |
| 79     | ハイチ (HAI)                           | Nadine Faustin-Parker            | 陸上競技         |
| 80     | ホンジュラス (HON)                     | Alejandro Castellanos            | 競泳             |
| 81     | 香港 (HKG)                             | Fenella Ng                       | ボート           |
| 82     | ハンガリー (HUN)                       | Rita Kőbán                       | カヌー           |
| 83     | アイスランド (ISL)                     | Guðrún Arnardóttir               | 陸上競技         |
| 84     | インド (IND)                           | リーンダー・パエス               | テニス           |
| 85     | インドネシア (INA)                     | Rexy Mainaky                     | バドミントン     |
| 86     | イラン (IRI)                           | アミル・レザ・ハデム             | レスリング       |
| 87     | イラク (IRQ)                           | Bashar Mohammad Ali              | 選手団長         |
| 88     | アイルランド (IRL)                     | ソニア・オサリバン               | 陸上競技         |
| 89     | イスラエル (ISR)                       | Rogel Nachum                     | 陸上競技         |
| 90     | イタリア (ITA)                         | Carlton Myers                    | バスケットボール |
| 91     | ジャマイカ (JAM)                       | デオン・ヘミングス               | 陸上競技         |
| 92     | 日本 (JPN)                             | 井上康生                         | 柔道             |
| 93     | ヨルダン (JOR)                         | ハヤー・ビント・アル＝フセイン   | 馬術             |
| 94     | カザフスタン (KAZ)                     | Yermakhan Ibraimov               | ボクシング       |
| 95     | ケニア (KEN)                           | Kennedy Ochieng                  | 陸上競技         |
| 96     | 北朝鮮 (PRK)                           | Pak Jung-chul                    | Official         |
| 96     | 韓国 (KOR)                             | 鄭銀順                           | バスケットボール |
| 97     | クウェート (KUW)                       | Fawzi Al-Shammari                | 陸上競技         |
| 98     | キルギス (KGZ)                         | Raatbek Sanatbayev               | レスリング       |
| 99     | ラオス (LAO)                           | Sisomphone Vongpharkdy           | 陸上競技         |
| 100    | ラトビア (LAT)                         | Voldemārs Lūsis                  | 陸上競技         |
| 101    | レバノン (LIB)                         | Jean-Claude Rabbath              | 陸上競技         |
| 102    | レソト (LES)                           | Mokete Mokhosi                   | テコンドー       |
| 103    | リベリア (LBR)                         | Kouty Mawenh                     | 陸上競技         |
| 104    | リビア (LBA)                           | Nizar Naeeli                     | テコンドー       |
| 105    | リヒテンシュタイン (LIE)               | Oliver Geissmann                 | 射撃             |
| 106    | リトアニア (LTU)                       | ロマス・ウバルタス               | 陸上競技         |
| 107    | ルクセンブルク (LUX)                   | Lara Heinz                       | 競泳             |
| 108    | マダガスカル (MAD)                     | Joseph-Berlioz Randriamihaja     | 陸上競技         |
| 109    | マラウイ (MAW)                         | Francis Munthali                 | 陸上競技         |
| 110    | マレーシア (MAS)                       | Mirnawan Nawawi                  | ホッケー         |
| 111    | モルディブ (MDV)                       | Naseer Ismail                    | 陸上競技         |
| 112    | マリ (MLI)                             | Brahima Guindo                   | 柔道             |
| 113    | マルタ (MLT)                           | Laurie Pace                      | 柔道             |
| 114    | モーリタニア (MTN)                     | Sidi Mohamed Ould Bidjel         | 陸上競技         |
| 115    | モーリシャス (MRI)                     | Michael Macaque                  | ボクシング       |
| 116    | メキシコ (MEX)                         | Fernando Platas                  | 飛込             |
| 117    | ミクロネシア連邦 (FSM)                 | マヌエル・ミンギンフェル         | 重量挙げ         |
| 118    | モルドバ (MDA)                         | Vadim Vacarciuc                  | 重量挙げ         |
| 119    | モナコ (MON)                           | Thierry Vatrican                 | 柔道             |
| 120    | モンゴル (MGL)                         | Badmaanyambuugiin Bat-Erdene     | 柔道             |
| 121    | モロッコ (MAR)                         | Adil Belgaid                     | 柔道             |
| 122    | モザンビーク (MOZ)                     | Jorge Duvane                     | 陸上競技         |
| 123    | ミャンマー (MYA)                       | Maung Maung Nge                  | 陸上競技         |
| 124    | ナミビア (NAM)                         | Paulus Ali Nuumbembe             | ボクシング       |
| 125    | ナウル (NRU)                           | マーカス・スティーブン           | 重量挙げ         |
| 126    | ネパール (NEP)                         | Chitra Bahadur Gurung            | 競泳             |
| 127    | オランダ (NED)                         | アンキー・ヴァン・グルンスヴェン | 馬術             |
| 128    | オランダ領アンティル (AHO)             | Cor van Aanholt                  | セーリング       |
| 129    | ニュージーランド (NZL)                 | Blyth Tait                       | 馬術             |
| 130    | ニカラグア (NCA)                       | Walter Martínez                  | 射撃             |
| 131    | ニジェール (NIG)                       | Mamane Sani Ali                  | 陸上競技         |
| 132    | ナイジェリア (NGR)                     | Sunday Bada                      | 陸上競技         |
| 133    | ノルウェー (NOR)                       | ヴェービョルン・ロダール         | 陸上競技         |
| 134    | オマーン (OMA)                         | Mohamed Amer Al-Malky            | 陸上競技         |
| 135    | パキスタン (PAK)                       | Ahmed Alam                       | ホッケー         |
| 136    | パラオ (PLW)                           | ヴァレリー・ペドロ               | 重量挙げ         |
| 137    | パレスチナ (PLE)                       | Ramy Deeb                        | 陸上競技         |
| 138    | パナマ (PAN)                           | Eileen Coparropa                 | 競泳             |
| 139    | パプアニューギニア (PNG)               | Xenia Peni                       | 競泳             |
| 140    | パラグアイ (PAR)                       | Nery Kennedy                     | 陸上競技         |
| 141    | ペルー (PER)                           | Rosa García                      | バレーボール     |
| 142    | フィリピン (PHI)                       | Donald Geisler                   | テコンドー       |
| 143    | ポーランド (POL)                       | Andrzej Wroński                  | レスリング       |
| 144    | ポルトガル (POR)                       | Miguel Maia                      | ビーチバレー     |
| 145    | プエルトリコ (PUR)                     | Enrique Figueroa                 | セーリング       |
| 146    | カタール (QAT)                         | イブラヒム・イスマイル           | 陸上競技         |
| 147    | ルーマニア (ROM)                       | Elisabeta Lipă                   | ボート           |
| 148    | ロシア (RUS)                           | Andrey Lavrov                    | ハンドボール     |
| 149    | ルワンダ (RWA)                         | Pierre Karemera                  | Official         |
| 150    | セントクリストファー・ネイビス (SKN)   | キム・コリンズ                   | 陸上競技         |
| 151    | セントルシア (LCA)                     | Dominic Johnson                  | 陸上競技         |
| 152    | セントビンセント・グレナディーン (VIN) | Pamenos Ballantyne               | 陸上競技         |
| 153    | サモア (SAM)                           | Pauga Lalau                      | ボクシング       |
| 154    | サンマリノ (SMR)                       | Emanuela Felici                  | 射撃             |
| 155    | サントメ・プリンシペ (STP)             | ナイデ・ゴメス                   | 陸上競技         |
| 156    | サウジアラビア (KSA)                   | Khaled Al-Dosari                 | テコンドー       |
| 157    | セネガル (SEN)                         | Mame Tacko Diouf                 | 陸上競技         |
| 158    | セーシェル (SEY)                       | Benjamin Lo-Pinto                | 競泳             |
| 159    | シエラレオネ (SLE)                     | Ekundayo Williams                | 陸上競技         |
| 160    | シンガポール (SIN)                     | Joscelin Yeo                     | 競泳             |
| 161    | スロバキア (SVK)                       | Slavomír Kňazovický              | カヌー           |
| 162    | スロベニア (SLO)                       | Iztok Čop                        | ボート           |
| 163    | ソロモン諸島 (SOL)                     | Primo Higa                       | 陸上競技         |
| 164    | ソマリア (SOM)                         | Ibrahim Mohamed Aden             | 陸上競技         |
| 165    | 南アフリカ (RSA)                       | ヘゼキエル・セペング             | 陸上競技         |
| 166    | スペイン (ESP)                         | マヌエル・エスティアルテ         | 水球             |
| 167    | スリランカ (SRI)                       | Damayanthi Dharsha               | 陸上競技         |
| 168    | スーダン (SUD)                         | Mahmoud Kieno                    | 選手団長         |
| 169    | スリナム (SUR)                         | レティティア・フリースデ         | 陸上競技         |
| 170    | エスワティニ (SWZ)                     | Musa Simelane                    | ボクシング       |
| 171    | スウェーデン (SWE)                     | Anna Olsson                      | カヌー           |
| 172    | スイス (SUI)                           | トーマス・フリッシュクネヒト     | 自転車           |
| 173    | シリア (SYR)                           | Moutassem Ghotouq                | 選手団長         |
| 174    | チャイニーズタイペイ (TPE)             | 蔣澎龍                           | 卓球             |
| 175    | タジキスタン (TJK)                     | Khurshed Hasanov                 | ボクシング       |
| 176    | タンザニア (TAN)                       | Restituta Joseph                 | 陸上競技         |
| 177    | タイ (THA)                             | Somluck Kamsing                  | ボクシング       |
| 178    | トーゴ (TOG)                           | Kouami Sacha Denanyoh            | 柔道             |
| 179    | トンガ (TGA)                           | Ana Siulolo Liku                 | 陸上競技         |
| 180    | トリニダード・トバゴ (TRI)             | アト・ボルドン                   | 陸上競技         |
| 181    | チュニジア (TUN)                       | Omrane Ayari                     | レスリング       |
| 182    | トルコ (TUR)                           | Hamza Yerlikaya                  | レスリング       |
| 183    | トルクメニスタン (TKM)                 | Chary Mamedov                    | 陸上競技         |
| 184    | ウガンダ (UGA)                         | Muhamed Kizito                   | ボクシング       |
| 185    | ウクライナ (UKR)                       | Yevhen Braslavets                | セーリング       |
| 186    | アラブ首長国連邦 (UAE)                 | Saeed Al-Maktoum                 | 射撃             |
| 187    | アメリカ合衆国 (USA)                   | Cliff Meidl                      | カヌー           |
| 188    | ウルグアイ (URU)                       | Mónica Falcioni                  | 陸上競技         |
| 189    | ウズベキスタン (UZB)                   | Mahammatkodir Abdullaev          | ボクシング       |
| 190    | バヌアツ (VAN)                         | Mary-Estelle Kapalu              | 陸上競技         |
| 191    | ベネズエラ (VEN)                       | Adriana Carmona                  | テコンドー       |
| 192    | ベトナム (VIE)                         | Trương Ngọc Để                   | 選手団長         |
| 193    | アメリカ領ヴァージン諸島 (ISV)         | Ameerah Bello                    | 陸上競技         |
| 194    | イエメン (YEM)                         | Basheer Al-Khewani               | 陸上競技         |
| 195    | ユーゴスラビア (YUG)                   | ウラジミール・グルビッチ         | バレーボール     |
| 196    | ザンビア (ZAM)                         | サミュエル・マテテ               | 陸上競技         |
| 197    | ジンバブエ (ZIM)                       | Philip Mukomana                  | 陸上競技         |
| 198    | 独立参加 (IOA)                         | Victor Ramos                     | ボクシング       |
| 199    | オーストラリア (AUS)                   | Andrew Gaze                      | バスケットボール |

## テレビ放送
日本でのテレビ放送はNHK総合テレビジョンで生中継を行い、世帯平均視聴率（関東地区）は30.9%を記録した。